# 1260년대
1260년대는 1260년부터 1269년까지를 가리킨다.